# جيرالدين سميث
جيرالدين سميث (بالإنجليزية: Geraldine Smith)‏ هي ممثلة أمريكية، ولدت في 11 فبراير 1949.

## وصلات خارجية
- جيرالدين سميث على موقع IMDb (الإنجليزية)
- جيرالدين سميث على موقع ألو سيني (الفرنسية)
- جيرالدين سميث على موقع أول موفي (الإنجليزية)
- جيرالدين سميث على موقع قاعدة بيانات الأفلام السويدية (السويدية)
- جيرالدين سميث على موقع قاعدة بيانات الفيلم (الإنجليزية)
- جيرالدين سميث على موقع كينوبويسك (الروسية)